# Nefrologi
Nefrologi (av grek. nefro's 'njure' och -logi'a 'lära', 'vetenskap') benämns den invärtesmedicinska specialitet som ägnar sig åt njurens funktion och sjukdomar. Eftersom vanligare sjukdomar som kärl-, infektions- och ämnesomsättningssjukdomar samt autoimmuna sjukdomar kan leda till kronisk njursvikt har nefrologin stor betydelse inom ett flertal medicinska grenar. Den nefrologiska medicinen avser diagnostisering och behandling av olika njursjukdomar. Detta inkluderar njurtransplantation samt artificiella reningsmetoder som dialys.

## Diagnoser

### Sjukdomar
Nefrologiska sjukdomar innefattar tumörsjukdomar, inflammatoriska, infektiösa och ärftliga sjukdomar samt uppträder sekundärt till andra grundsjukdomar eller intoxikation. Här inkluderas akut och kronisk njursvikt, nefrotiskt och nefritiskt syndrom, glomerulonefrit, njursten, urinvägsinfektion och njurcancer.
Njursvikt innebär nedsatt njurfunktion där förmågan att rena blodet samt regleringen av kroppens surhetsgrad, vatten- och salthalt är delvis eller helt försvunnen. 
Nefrotiskt syndrom är en samling av symtom inkluderande ökad utsöndring av proteiner genom urinen, svullnad i vävnaden, ökat blodtryck och ökad kolesterolhalt i blodet. Orsaken till nefrotiskt syndrom är vanligen glomerulära njursjukdomar eller ämnesomsättningssjukdomar men även paraproteinemi, cirkulationsrubbningar och intoxikation.
Nefritiskt syndrom benämner en samling symtom som innefattar blod i urinen och, likt nefrotiskt syndrom, svullnad samt högt blodtryck. Orsaken till nefritiskt syndrom är ofta glomerulonefrit eller autoimmunitet.
Glomerulonefrit är en inflammation av glomeruli, kapillärnystan i njuren som främst sköter reningen av blodet. Det främsta symtomet för glomerulonefrit är blod i urinen.
Njursten är bildning av konkrement, sten och kristall, i njurens tubuli, njurbäcken eller urinledarna. Dessa stenar består oftast av kalciumsalter (ca. 70 %) men även av magnesiumammoniumfosfat, urinsyra och cystin. Njurstenar orsakas av för höga halter salter i urinen, som då bildar kristaller. Detta kan ske vid ovanligt trånga tubuli respektive urinledare på grund av ärftlighet eller förkalkning samt vid en ökad saltkoncentration.
Urinvägsinfektion är en infektion av urinvägarna som orsakas av mikroorganismer, oftast bakterier, och behandlas vanligen med antibiotika. Symtom är smärta vid urinering. 
Njurcancer är en elakartad tumör i njuren som ofta utvecklas i epitelcellerna. Även godartade tumörer och cystor, dvs. vätskefyllda blåsor, kan bildas i njuren men njurcancer är den vanligaste njurtumören bland vuxna (ca. 85%).

### Diagnostisering
Vid diagnostisering av nefrologiska sjukdomar tas framförallt blodprov och urinprov. I blodet undersöks halten av kalium, kalcium, fosfat, kreatinin, urinsyra och den sammanlagda halten av protein. Urinen undersöks utifrån pH, färg, koncentration och halten av erytrocyter (röda blodkroppar), protein och glukos som utsöndras. Sonografi (ultraljud) används för att undersöka och lokalisera tumörer, cystor, skador eller förändringar i njurens storlek men även vid kontroll efter operationer och transplantationer. För att undersöka och påvisa förändringar i njurens vävnad kan en biopsi genomföras, vilket är tagning av ett vävnadsprov. 

## Behandling
Vid sjukdomar där njurens förmåga att rena blodet är nedsatt används artificiella reningsmetoder, vanligen dialys. Dialys (hemodialys) som behandlingsmetod innebär att blodet leds ut ur patientens kropp och renas av en maskin, en artificiell njure som med hjälp av ett membran filtrerar ut slaggprodukter, för att sedan ledas tillbaka till patienten. Den artificiella njuren kan även avlägsna överflödigt vatten, kontrollera surhetsgraden samt tillföra komponenter som saknas i blodet. Dialys kan dock bara i viss mån upprätthålla kroppens stabila läge gentemot omgivningen, med avseende på blodsockerhalt, hormon-, vätske-, temperatur- och pH-balans etc. (se homeostas) och kan därför inte täcka alla njurens funktioner.
Njurtransplantation innebär att ett sjukt organ ersätts med ett friskt och är ett alternativ då njurens funktioner är delvis eller helt nedsatta på grund av sjukdom eller skada. Donatorn måste ha samma blodgrupp och i så stor utsträckning som möjligt samma HLA-antigener, vilket är glykoproteinkomplex på kroppens celler som presenterar slumpmässiga peptider som producerats i kroppen för immunförsvaret, vilket aktiveras ifall främmande peptider påträffas. Att HLA-antigenerna stämmer överens är viktigt i processen ifall kroppen accepterar eller angriper det nya organet.